# Paul Andersson (politiker)
Paul Johan Gottfrid Andersson, född 1969 i Gammalstorps församling, är en svensk kristdemokratisk politiker. Fram till november 2022 var han politiker för Moderaterna. I mars 2019 blev han kretsordförande i Sölvesborg. I juni samma år tog han över som vice ordförande i kommunstyrelsen i Sölvesborg efter Emilie Pilthammar som avsagt sig alla sina politiska uppdrag.
I september 2021 meddelade Andersson att han avgår som kommunalråd och vice ordförande i kommunstyrelsen av hälsoskäl.
Han var politiskt förtroendevald för moderaterna i kommunen mellan 1995 och november 2022.

## Biografi
Andersson är född och uppvuxen i nuvarande Sölvesborgs kommun. Han är barnbarn till kyrkoherde Lennart Sickeldal, som var verksam i Gammalstorp-Ysane församling.

## Politik
Andersson var moderat kommunalråd tillsammans med Louise Erixon (Sd) i den kommunala koalitionen Samstyret, som bestod av Moderaterna, Sverigedemokraterna, Kristdemokraterna och det lokala partiet Sölvesborg och Lister. Han var dessutom en av strategerna bakom Samstyret, tillsammans med bland annat Erixon.
Vid Sverigedemokraternas sommarfestival 2019 i Sölvesborg gjorde Andersson ett, enligt media, kontroversiellt och sensationellt framträdande tillsammans med Erixon. Han motiverade det med att han ville visa Sölvesborgarna att Samstyret inte bara består av Sd.
Andersson är för tiggeriförbudet som finns i kommunen och anser att ingen skall behöva leva på att tigga.
I september 2021 meddelade Andersson att han skulle sluta som kommunalråd och vice ordförande i kommunstyrelsen av hälsoskäl.
I november 2022 meddelade Andersson att han lämnar moderaterna efter 30 år eftersom han inte gått till val med att samarbeta med Socialdemokraterna i kommunen. Hans nya parti är Kristdemokraterna.
Anderssons politiska förebild är Ronald Reagan.

## Funktionsnedsättning
Andersson, som själv har en funktionsnedsättning, har arbetat aktivt för att göra butiker och lokaler i kommunen mer tillgängliga för människor med funktionsnedsättning.
Andersson har även haft njursvikt, vilket ledde till att han genomgick en njurtransplantation.

## Schack
Andersson har spelat schack sedan han var 7 år gammal. Under 1980-talet representerade Andersson Sverige i schack-EM för rörelsehindrade barn och ungdomar under ett antal år. 1987 spelades det i Paris, 1988 i England och 1989 kvalificerade han sig för tävlingen i Jugoslavien.
Under 1990-talet var han Blekingemästare i schack i tre olika klasser tre gånger vardera. Blixtschack åren 1994, 1998 och 1999. Snabbschack åren 1992, 1994 och 1997. Mellan åren 1997 till 1999 var han Blekingemästare i långparti. Numera spelar han i mästarklassen i Sverige, och han kom på plats 5 år 2018.